# Коксіир
Коксіи́р (каз. Көксиыр) — село у складі Екібастузької міської адміністрації Павлодарської області Казахстану. Входить до складу Екібастузького сільського округу.
Населення — 104 особи (2021; 81 у 2009, 131 у 1999, 170 у 1989).
Національний склад станом на 1989 рік:
- казахи — 100 %